# أرماندو ريكسياردي
أرماندو ريكسياردي (بالإيطالية: Armando Ricciardi)‏ (مواليد 1 أبريل 1905) هو ملاكم إيطالي، مثّل بلاده في الألعاب الأولمبية الصيفية 1924.

## وصلات خارجية
أرماندو ريكسياردي على موقع أوليمبيديا (الإنجليزية)